# Polythore boliviana
Polythore boliviana är en trollsländeart som först beskrevs av Robert McLachlan 1878.
Polythore boliviana ingår i släktet Polythore och familjen Polythoridae. Inga underarter finns listade i Catalogue of Life.